# 시오가마구치역
시오가마구치역(일본어: 塩釜口駅, しおがまぐちえき)은 일본 아이치현 나고야시 덴파쿠구에 위치한 철도역이다. 인근에 메이조 대학 덴파쿠 캠퍼스가 있어 부역명은 메이조 대학 앞이라고 표기하였다.

## 타는 곳
섬식 승강장 1면 2선 지하역. 개찰구는 1개소, 출구는 3개소이다.
| 1 | ■ 쓰루마이 선 | 아카이케·도요타 시 방면         |
| 2 | ■ 쓰루마이 선 | 후시미·가미오타이·이누야마 방면 |

## 역세권 정보
- 야고토 병원
- 메이조 대학 덴파쿠 캠퍼스
- 국도 제153호선
- 야고토 간호 전문 학교
- 우에다 천(川)

## 역사
- 1978년 10월 1일: 영업 개시.

## 인접역
| 나고야 지하철 ■ 쓰루마이 선 | 나고야 지하철 ■ 쓰루마이 선 | 나고야 지하철 ■ 쓰루마이 선 |
| --------------------------- | --------------------------- | --------------------------- |
| T 15 야고토 가미오타이 방면 |                             | T 17 우에다 아카이케 방면   |